# جيسي توبياس
جيسي توبياس (بالإنجليزية: Jesse Tobias؛ بالإسبانية: Jesse Tobias) هو كاتب أغاني وعازف قيثارة مكسيكي وأمريكي، ولد في 1 أبريل 1972 في أوستن في الولايات المتحدة.

## وصلات خارجية
- جيسي توبياس على موقع IMDb (الإنجليزية)
- جيسي توبياس على موقع ميوزك برينز (الإنجليزية)
- جيسي توبياس على موقع أول ميوزيك (الإنجليزية)
- جيسي توبياس على موقع ديسكوغز (الإنجليزية)